# Sérgio de Souza (jornalista)
Sérgio de Souza (19 de maio de 1934 – 25 de março de 2008) foi um jornalista e escritor brasileiro. Nascido no Bom Retiro, São Paulo, Souza foi cofundador e editor da Caros Amigos, revista política mensal brasileira de esquerda.
Sérjão, como era conhecido por seus amigos e colegas de profissão, morreu em 25 de março de 2008, aos 73 anos, por falência de múltiplos órgãos.